# Dinoponera
Dinoponera is een geslacht van mieren uit de onderfamilie van de Ponerinae.

## Soorten
- Dinoponera australis Emery, 1901
- Dinoponera hispida Lenhart, Dash & Mackay, 2013
- Dinoponera gigantea Perty, 1833
- Dinoponera longipes Emery, 1901
- Dinoponera lucida Emery, 1901
- Dinoponera mutica Emery, 1901
- Dinoponera quadriceps Kempf, 1971
- Dinoponera snellingi Lenhart, Dash & Mackay, 2013